# Médaille du Déporté pour le travail obligatoire de la guerre 1940-1945
 (mars 2020).
La médaille du Déporté pour le travail obligatoire de la guerre 1940-1945 est une décoration du Royaume de Belgique créée par arrêté royal du 23 décembre 2002.  
Elle est décernée à tous les déportés qui font l'objet d'une reconnaissance officielle du Statut de Déporté. Elle peut être décernée à titre posthume.

## Insigne
La médaille du Déporté est en bronze patiné; elle a 37 millimètres de diamètre. A l'avers, figure, en relief, le dessin suivant : du côté gauche, une barrière douanière symbolisant une frontière; au centre, un homme, la tête tournée, portant une valise dans la main droite et une pelle sur l'épaule gauche, se dirigeant vers la frontière, sous la menace d'une mitraillette portée par un bras ennemi qui se trouve du côté droit. En dessous, elle porte les millésimes 1942-1945. Le revers est entièrement lisse.
Le bijou est suspendu par une bélière à un ruban de 37 millimètres de large. Le ruban de moire verte, est traversé, dans sa hauteur, par deux rayures de 3 millimètres de largeur, de couleur bleu intense, se trouvant chacune à 10 millimètres du bord. Le ruban peut être porté sans la médaille.